# Hünenburg (Vlotho)

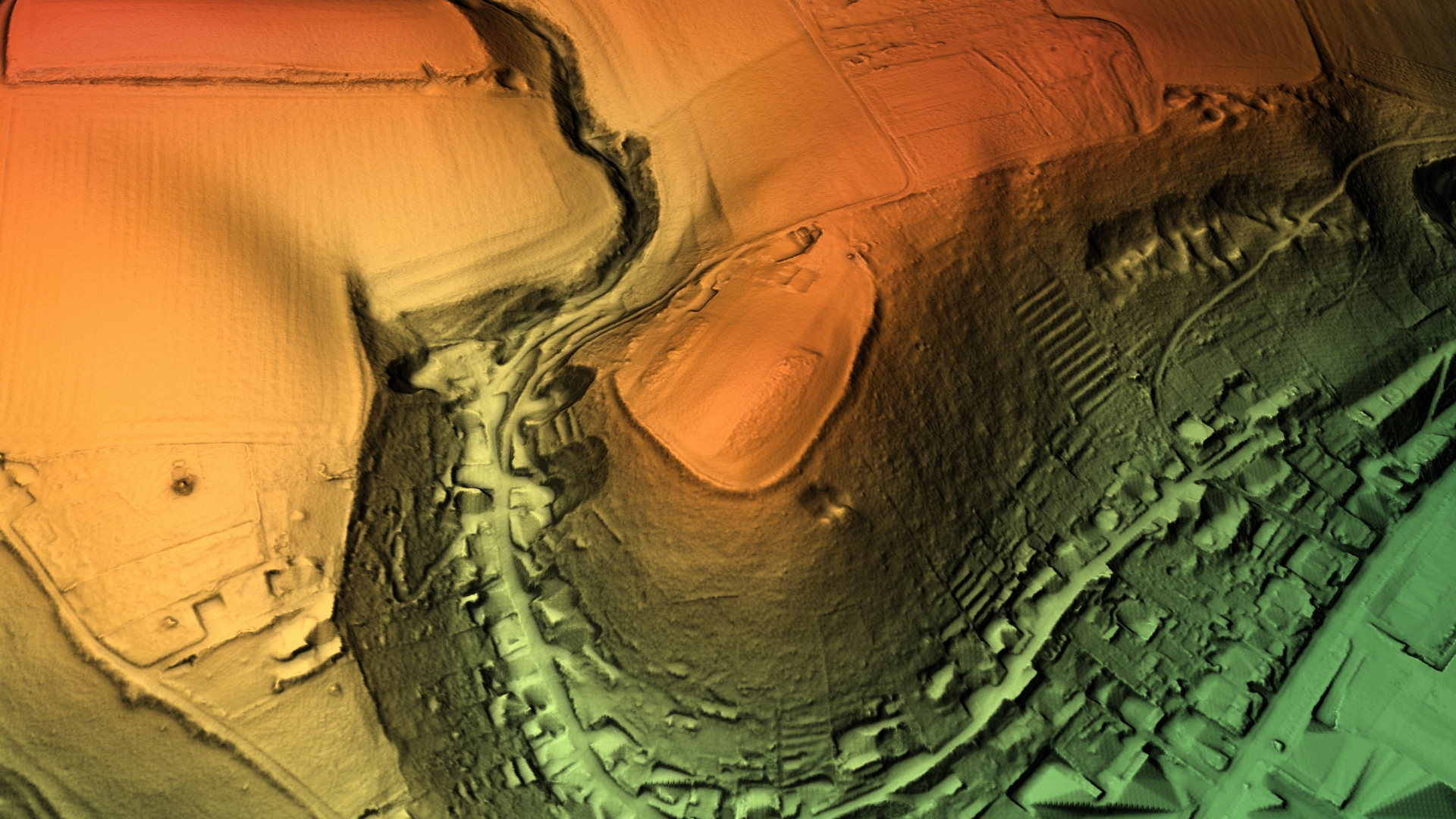
3D-Ansicht des digitalen Geländemodells

Die sogenannte Hünenburg ist eine abgegangene Wallburg in etwa 150 Meter Höhe über NN auf dem Paterberg im Ortsteil Valdorf-West der ostwestfälischen Stadt Vlotho im Kreis Herford in Nordrhein-Westfalen. Von der Anlage sind heute keine sichtbaren Spuren mehr erhalten.

## Beschreibung
Die seit Jahrhunderten überlieferte Flurbezeichnung „Hünenburg“ für einen plateauartigen Bereich am westlichen Paterberg deutet bis in heutige Zeit auf die ehemalige Existenz der Wehranlage hin. Der Historiker Leopold von Ledebur konnte 1825 noch von Resten einer Wallburg berichten. Demnach bestand die Anlage aus einem Wall mit äußerem Graben und hatte einen Umfang von 400 Schritt, was heute in etwa 300 Meter entspricht. In den nachfolgenden Jahrzehnten wurden diese Wall- und Grabenreste durch landwirtschaftliche Nutzung des Geländes vollständig abgetragen. Durch eine Probegrabung im Jahre 1995 konnte die bislang nur durch schriftliche Überlieferungen bekannte Existenz der Hünenburg auch archäologisch nachgewiesen werden. Die Funktion und das Alter der Anlage konnte durch die nur kleinflächige Grabung noch nicht eindeutig geklärt werden.